# الجزایر
اَلجَزایر (به عربی: الجزائر) (به فرانسوی: Algérie) (به آمازیغی: ⴷⵣⴰⵢⵔ) با نام رسمی جمهوری دموکراتیک خلق الجزایر (به عربی: الجمهوریة الجزائریة الدیمقراطیة الشعبیة) کشوری در شمال آفریقا است که از شمال به دریای مدیترانه پیوند می‌خورد. این کشور از شمال غربی با مراکش، از غرب با موریتانی، از جنوب غربی با مالی، از شمال شرقی با تونس، از شرق با لیبی و از جنوب شرقی با نیجر همسایه است. جمعیت آن حدود ۴۳٬۸۵۱٬۰۰۰ نفر است. پایتخت الجزایر، الجزیره است و زبان رسمی آن عربی و آمازیغی است. همچنین فرانسوی نیز به‌طور گسترده در این کشور رواج دارد. مردم الجزایر عرب زبان هستند. الجزایر دهمین کشور پهناور جهان و وسیع‌ترین کشور قاره آفریقا می‌باشد.
دین رسمی مردم الجزایر اسلام و مذهبشان، سنی است. در ژوئیه سال ۱۹۶۲ الجزایر پس از ۱۳۲ سال، با نام الجزایر فرانسه، استقلال خود را اعلام کرد و از استعمار امپراتوری فرانسه رها شد. پیش‌درآمد این رهایی هشت سال جنگ بود با صدها هزار کشته. سایه این گذشته بر مناسبات فرانسه و الجزایر همچنان سنگینی می‌کند.
الجزایر تحت تأثیر ناآرامی‌های سیاسی موسوم به بهار عربی که بخش‌هایی از خاورمیانه و شمال آفریقا را فرا گرفت، واقع نشد و عمدتاً از آن مصون ماند. ناظران معتقدند علت عدم سرایت بهار عربی به الجزایر، تجربه تلخی بود که مردم این کشور از کشتارهای خونین دهه ۱۹۹۰ داشتند.
در پی اعتراضات و تظاهرات خیابانی گسترده علیه حکومت و رئیس‌جمهور در سال ۲۰۱۹ که هفته‌ها ادامه داشت و به درگیری با نیروهای ضد شورش و مجروح و کشته شدن تعدای از تظاهر کنندگان منجر شد، سرانجام عبدالعزیز بوتفلیقه رئیس‌جمهور وقت الجزایر که بیمار بود، مجبور به کناره‌گیری از قدرت شد.
این کشور در تاریخ ۸ اکتبر ۱۹۶۲ به عضویت سازمان ملل پذیرفته شد.

## جغرافیا

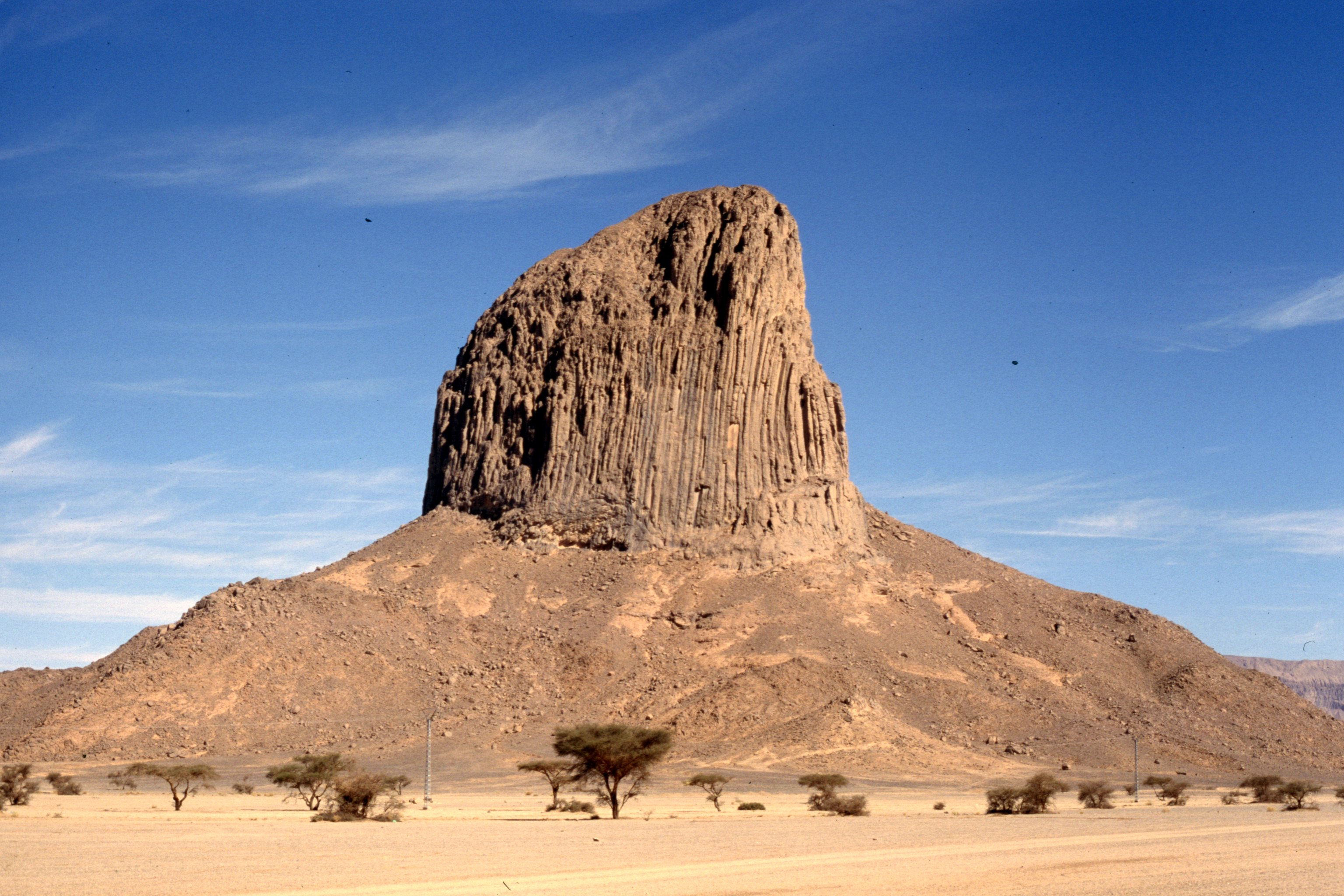
کوه‌های هوگار در جنوب الجزایر و بر روی مدار رأس‌السرطان واقع شده‌اند.

الجزایر کشوری در شمال قاره آفریقا است، که با تونس(۱۰۳۴ کیلومتر)، لیبی(۹۸۹ کیلومتر)، مراکش و صحرا (۱۹۴۱ کیلومتر)، موریتانی(۴۶۰ کیلومتر)، نیجر(۹۵۱ کیلومتر) و مالی(۱۳۵۹ کیلومتر) مرز مشترک دارد و دارای خط ساحلی به طول ۹۹۸ کیلومتر است. مساحت آن حدود ۲/۳۸۱/۷۴۱ کیلومتر مربع یعنی تقریباً سه برابر فرانسه و در حدود یک برابر و نیم ایران است.
از شهرهای بزرگ الجزایر، الجزیره پایتخت کشور، و وهران و قسنطینه و عنابه و ادرار ورقلة و غیره را باید نام برد.
الجزایر بزرگ‌ترین کشور در آفریقا به لحاظ مساحت می‌باشد، قسمت اعظم مناطق ساحلی الجزایر کوهستانی است و بندرهای طبیعی اندکی دارد. منطقه‌ای که از ساحل شروع می‌شود و تا تل اطلس امتداد می‌یابد، حاصل‌خیز می‌باشد. در جنوب تل اطلس استپ‌هایی وجود دارند که تا اطلس صحرایی امتداد پیدا می‌کنند، صحرا در مناطق جنوبی‌تر قرار دارد. جبال هوقار منطقه‌ای مرتفع در مرکز صحرا و در جنوب الجزایر است. شهرهای مهم الجزایر، الجزیره، آوران، قسنطینه و عنابه می‌باشند.
شمال الجزایر آب و هوای معتدل مدیترانه‌ای دارد. در تل اطلس، دمای هوا در تابستان بین ۲۱ تا ۲۴ درجه سانتی‌گراد و در زمستان بین ۱۰ تا ۱۲ درجه سانتی‌گراد می‌باشد و رطوبت هوا زیاد است. در شرق الجزایر هوا اندکی سردتر است. از مشخصه‌های آب و هوایی الجزایر، بروز طوفان‌های شن می‌باشد. در الجزایر تنها بخشی از صحرا که در مدار رأس‌السرطان قرار می‌گیرد بسیار گرم است. میزان بارندگی در طول سواحل زیاد بوده و سالانه بین ۴۰۰ تا ۶۷۰ میلی‌متر برآورد می‌شود. بیشترین بارندگی در بخش مالی شرق الجزایر وجود دارد که به ۱۰۰۰ میلی‌متر در سال می‌رسد.

## تاریخ
بربرها نخستین کسانی بودند که از روزگار خیلی دور در این سرزمین سکونت داشتند. اولین بار فنیقی‌ها در سدهٔ دوازدهم پیش از میلاد به ان کشور هجوم آوردند و مهاجر نشین‌هایی در کرانه‌های شمالی آن پدیدآوردند. سپس کارتاژی‌ها به آن جا وارد شدند و نواحی شرقی آن را به تصرف درآوردند. رومی‌ها، پس از برانداختن دولت کارتاژ، به این سرزمین دست یافتند و چندی بر سواحل شمالی آفریقا و سرزمین‌های ساحلی الجزایر حکومت کردند. واندال‌ها در ۴۳۰ بعد از میلاد، دست رومی‌ها را از الجزایر کوتاه کردند.
مردم الجزایر در آغاز قرن هشتم میلادی با آمدن اعراب به این سرزمین به اسلام گرویدند. از سال ۶۴۴ تا ۶۵۶، اولین قبیله بربر الجزایری که به اسلام گروید، مغراوه‌ها بودند. به نوشته ابن خلدون، مورخ قرون وسطی، «اوزمار بن سکلب» رهبر مغراوه‌ها به درخواست عثمان بن عفان، خلیفه سوم، اسلام آورد. مغراوه‌ها نیز با بازگشت رهبر خود، دسته جمعی، به اسلام گرویدند. به سال ۶۶۵، حکومت بنی امیه اولین حمله خود به مغرب را آغاز کرد. سال ۶۸۳، فتوحات عقبة ابن نافع آغاز گردید. اگر چه مقاومت‌های بیزانسی‌ها اندکی مانع آنها شد، اما بربرها کوتاه نیامدند. از سوی دیگر، این مغراوه‌ها بودند که از ابتدای جنگ به بنی امیه پیوستند.
سال ۷۰۸، بنی امیه همچنان الجزایر را در دست داشتند و دوره پیشا-اسلام در این کشور پایان یافت. همچنان که زبان‌های لاتین و فینیقی از یادها می‌رفتند، الجزایر رفته رفته به اسلام پیوست. پس از فتح الجزایر توسط مسلمانان، اندک اندک زبان عربی در میان شهرنشینان جایگاه خود را به دست آورد.
ابوالمهاجر دینار از سوی امویان حکومت را در سال ۷۴۷ میلادی در این منطقه دست گرفت. با روی کار آمدن فاطمیان در مصر، الجزایر در زمره خراجگزاران آنان درآمد، اما دودمانی (زیریان) که به نیابت از آنان در الجزایر و تونس حکومت می‌کرد بر ضد آنان شورید و مذهب تسنن اختیار کرد. فاطمیان نیز برای مقابله با آن سلسله قبیله بنوهلال را که بسیار پرجمعیت بود، به منطقه فرستادند تا موجبات تضعیف آن سلسله را فراهم کنند و این آغاز عربی کردن منطقه بود. پس از آن، با روی کار آمدن دو سلسله بربر مرابطان و موحدان که از غرب برخاسته بودند، منطقه مدتی روی آرامش دید، اما با سقوط موحدان، الجزایر به صحنه نبرد سه دولت جانشین زیانیان الجزایر، حفصی‌های تونس و مرینی‌های مراکش تبدیل شد. در قرون پانزدهم و شانزدهم، اسپانیا به تاخت و تازهایی در الجزایر پرداخت و در سواحل آن چند آبادی ایجاد کرد.
در سال ۱۵۱۸، الجزایر توسط خیرالدین و برادرش تحت سلطه امپراتوری عثمانی درآمد. پیش از چیرگی فرانسه، کشوری مستقل بشمار می‌رفت و اداره کشور به دست یک شخص که با لقب (داعی) نامیده می‌شد اداره می‌گردید. الجزایر به سه استان بزرگ تقسیم شده بود و اداره هر استان به دست یک نفر که به‌عنوان (بای) خوانده می‌شد قرار داشت. پس از آن افکار استقلال‌طلبانه در آنجا رواج یافت و مردم الجزایر حکومتی آزاد تشکیل داده با دولت فرانسه جنگیدند. پیکار آنان به استقلال الجزایر انجامید (۱۹۶۲ م)
در تاریخ الجزایر زبان‌های بربری، فینیقی، لاتین، فرانسه، اسپانیایی و ترکی نوعی آمیختگی زبانشناختی را به وجود آورده که نتیجه آن یک زبان عربی الجزایری بسیار نامتجانس می‌باشد؛ زبانی که در مناطق مختلف الجزایر شکل‌های متفاوتی را به خود گرفته و تا امروز نیز به همین شکل ادامه داشته است.

### اعتراضات ۲۰۱۲–۲۰۱۰ الجزایر
این اعتراضات پیرو شورش‌هایی است که در این برهه زمانی در شمال آفریقا و جنوب غرب آسیا اتفاق افتاده است. از دلایل این قیام‌ها می‌توان بی‌کاری، مشکلات مسکن، افزایش قیمت مواد غذایی، فساد، محدودیت آزادی بیان و شرایط بد زندگی را برشمرد.

### اعتراضات ۲۰۱۹ الجزایر
در ۲۲ فوریه ۲۰۱۹، ده روز پس از اعلام نامزدی عبدالعزیز بوتفلیقه در دور آتی انتخابات ریاست جمهوری الجزایر آغاز شد. این اعتراضات نخستین اعتراضات گسترده پس از جنگ داخلی الجزایر در دهه ۱۹۹۰ است که به صورت صلح آمیز برگزار می‌شود. در نتیجه این اعتراضات ارتش به بوتفلیقه فشار آورد و وی در ۲ آوریل از ریاست جمهوری استعفا داد.

## سیاست

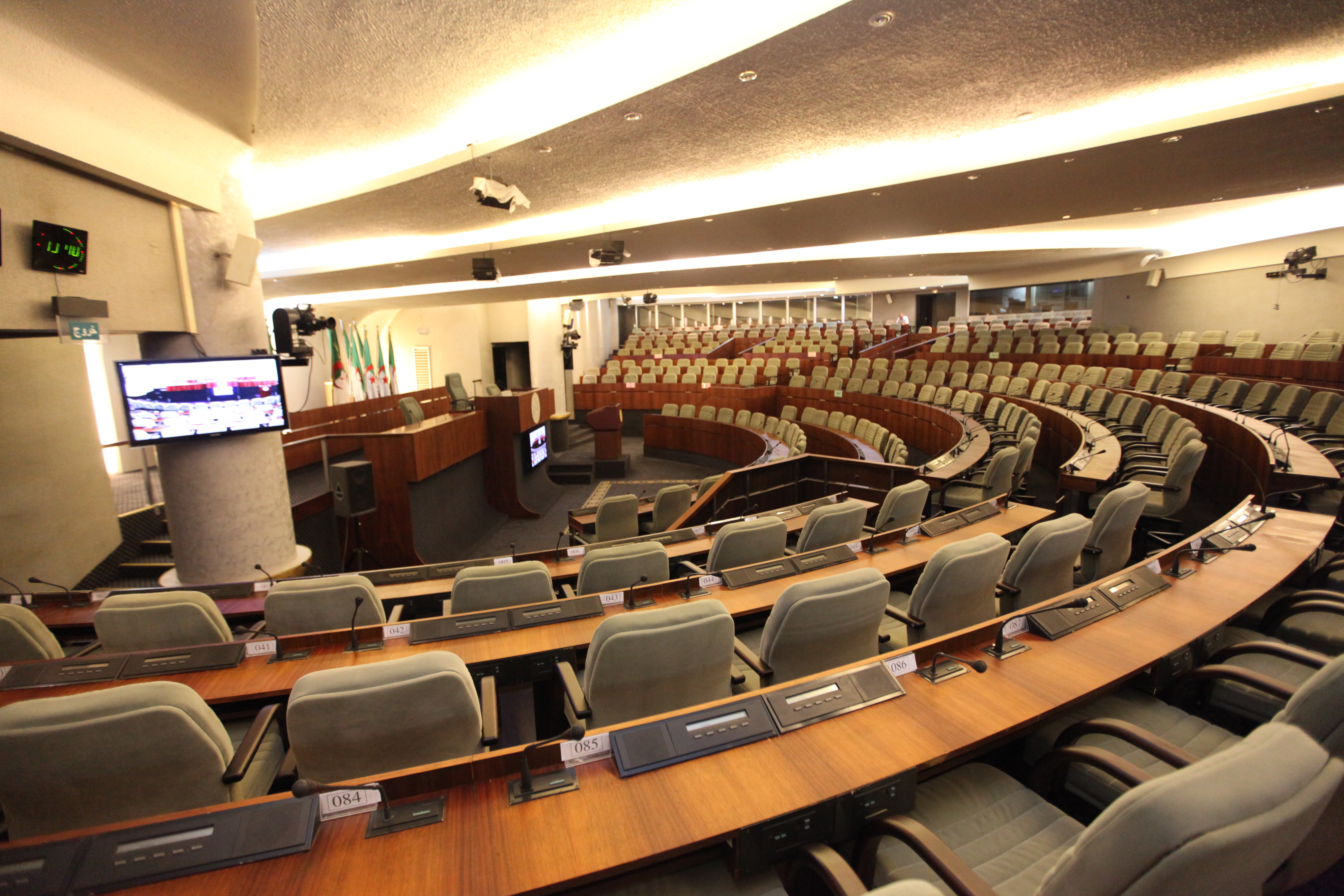
پارلمان الجزایر.

نخستین رئیس‌جمهور الجزایر نوین، احمد بن بلا بود. بن بلا پس از استقلال الجزایر از قید استعمار، از سال ۱۹۶۲ تا ۱۹۶۵ در رأس دولت جدید قرار داشت. وی از سال ۱۹۵۴ از سازمان‌دهندگان قیام مردم الجزایر علیه استعمارگران فرانسوی و از بنیان‌گذاران «جبهه آزادیبخش ملی» الجزایر بود.
احمد بن بلا پس از استقلال الجزایر، ریاست دولت و حزب حاکم را برعهده گرفت. وی به‌عنوان رئیس‌جمهور الجزایر در چارچوب «کشورهای غیرمتعهد» نماینده یک سیاست «ضدامپریالیستی و سوسیالیستی» بود.
در سال ۱۹۶۵ بن‌بلا با کودتای وزیر دفاع خود، هواری بومدین، سرنگون شد و تا اوایل دههٔ ۱۹۸۰ در حصر خانگی به سر برد.
الجزایر بهار سیاسی خود را در سال‌های آخر دهه ۱۹۸۰ تجربه کرد. این بهار و گشایش‌های سیاسی ناشی از آن به قدرت‌گیری چشمگیر حزب اسلامی «جبهه نجات» در انتخابات سال ۱۹۹۰ منجر شد. در آن سال پس از پیروزی «جبهه نجات اسلامی» در نخستین انتخابات پارلمانی آزاد الجزایر، ارتش وارد عمل شد. ارتش رئیس‌جمهور وقت، شاذلی بن جدید را وادار کرد انتخابات را متوقف کند و از قدرت کناره بگیرد. ارتش نتیجه انتخابات را باطل و گروه‌های اسلام‌گرا را غیرقانونی اعلام کرده و با انجام کودتایی آرام، سران جبهه نجات را هم به زندان انداخت. از آن پس بخش مهمی از اسلام‌گرایانی که می‌خواستند از طریق به‌دست گرفتن قدرت الجزایر را به یک جامعه اسلامی تمام‌عیار تبدیل کنند، مخفی شدند، دست به اسلحه بردند و حدود ده سال ترور و وحشت بر الجزایر حاکم شد.
مقابله مسلحانه جبهه نجات با این اقدامات ارتش به جنگی داخلی منجر شد ۲۰۰ هزار کشته برجای گذاشت. جنگ داخلی یادشده عملاً سلطه ارتش و نیروهای امنیتی را بر ساختار سیاسی الجزایر تحکیم و تقویت کرد و جامعه را اینک در زیر فشار گذاشتن حاکمان برای رفع انسدادها و گسترش فضای باز سیاسی به نوعی از احتیاط‌کاری سوق داده است.
عبدالعزیز بوتفلیقه کسی است که سرانجام توانست در اوایل قرن بیست و یکم طرح آشتی ملی را برقرار کند و از آن پس برای چهار دوره بر کرسی ریاست‌جمهوری وسیع‌ترین کشور آفریقایی تکیه زده است. بوتفلیقه قانون اساسی الجزایر را تغییر داد و خود توانست در سال ۲۰۰۹ برای سومین بار به ریاست جمهوری برسد و پس از آن در سال ۲۰۱۴ برای چهارمین دوره بر مسند ریاست جمهوری تکیه زد. بوتفلیقه برای جلوگیری از روی دادن اتفاقاتی مشابه «بهار عربی» در کشور خود اجازه تأسیس ۲۳ حزب سیاسی جدید را صادر کرد و تعداد نمایندگان مجلس جدید را به ۴۶۲ نفر افزایش داد. اما او در چشم مخالفان خود تنها خدمتگزار ارتش بود که منابع اقتصادی الجزایر را در کنترل خود دارد.
این کشور هنوز از آسیب‌های ناشی از جنگ داخلی دهه نود میلادی بهبود نیافته است. تلاش برای ایجاد تغییرات سیاسی در آن سال‌ها به دلیل دخالت نظامیان ناکام ماند و به سرخوردگی مردم انجامید.

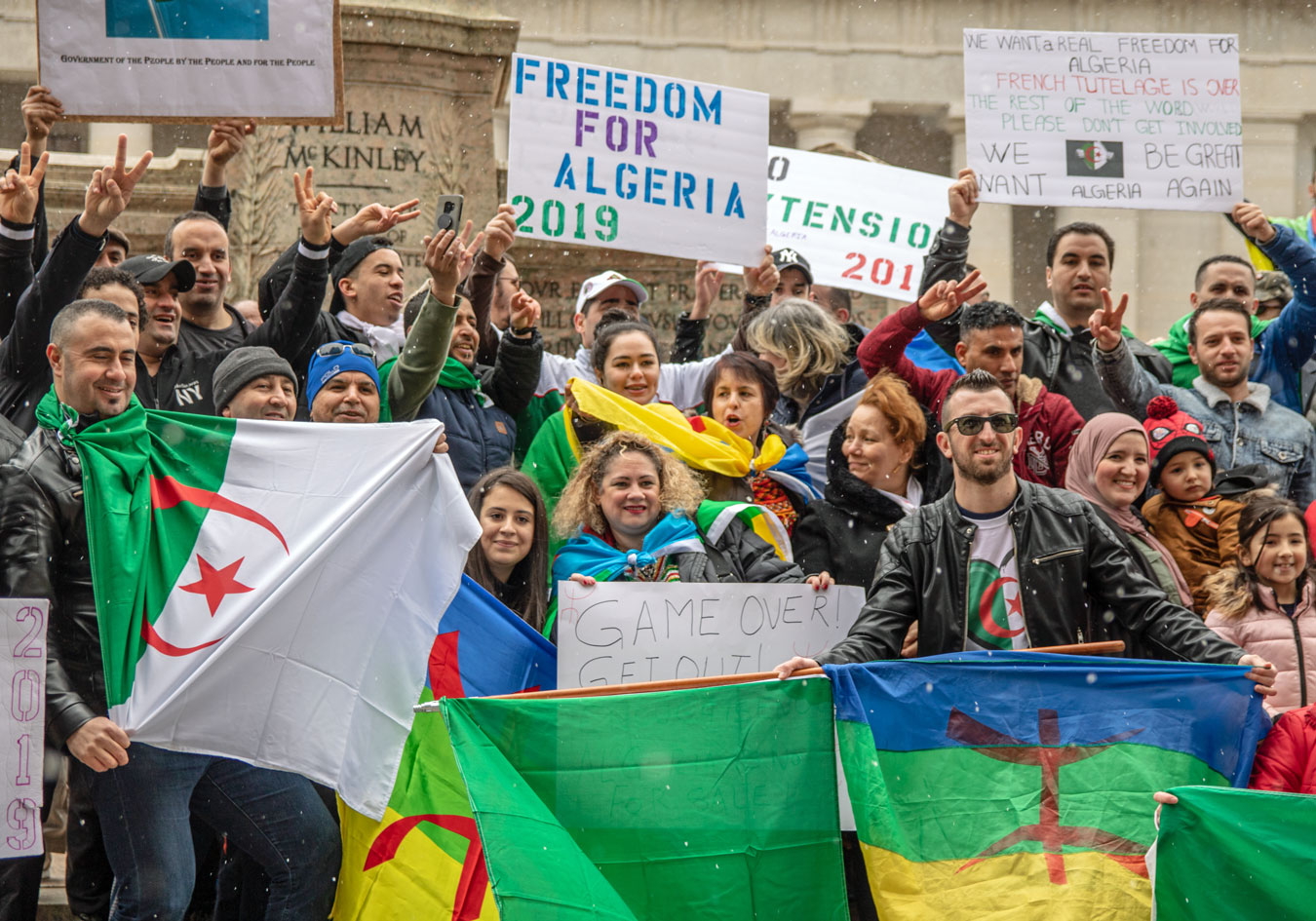
اعتراضات مردم الجزایر در سال ۲۰۱۹ میلادی

جبهه آزادیبخش ملی و حزب تجمع برای دموکراسی، دو حزب تشکیل‌دهنده دولت ائتلافی هستند. ائتلاف اسلامگراها که ائتلاف سبز نام گرفته، شامل جنبش نهضت، جنبش جامعه‌ای برای صلح و جنبش ملی اصلاح است.
دولت الجزایر با درس‌گیری از انتخابات پرپیامد سال ۱۹۹۰ کوشیده است برخی گرایش‌های اسلامی را در ساختار قدرت ادغام کند تا هم قدرت مانور و عمل اسلام‌گرایان تندرو محدود شود و هم بخش‌های مذهبی‌تر جامعه خود را با حکومت «بیگانه» نبینند. از همین رو، به رغم حضور همچنان سنگین «جبهه آزادیبخش ملی» و شاخه کوچک انشعابی از آن (حزب تجمع برای دموکراسی) در قدرت، از سال ۱۹۹۷حزب اسلامی «جنبش جامع صلح» به دبیرکلی ابوجره سلطانی نیز تا ژانویه امسال در دولت شریک بود. از جمله با پافشاری همین حزب بود که بحث قانون ورود ممنوعیت مشروبات الکلی به جریان افتاد و مخالفت آن، تلاش برای برخی اصلاحات و گشایش‌ها در قانون خانواده را ناکام گذاشت.
ساختار سیاسی الجزایر به گونه‌ای است که اگر اپوزیسیون، اعم از اسلامی و غیراسلامی در مجلس صاحب فراکسیون‌هایی قوی هم بشود، باز هم در شاکله و سلسه مراتب این ساختار تغییر اساسی به وجود نخواهد آمد، زیرا مجلس از اختیارات چندانی برخوردار نیست و رئیس‌جمهور به علاوه ارتش همچنان آشکار و نهان ارکان اصلی و اساسی حکومت را در دست خواهند داشت.

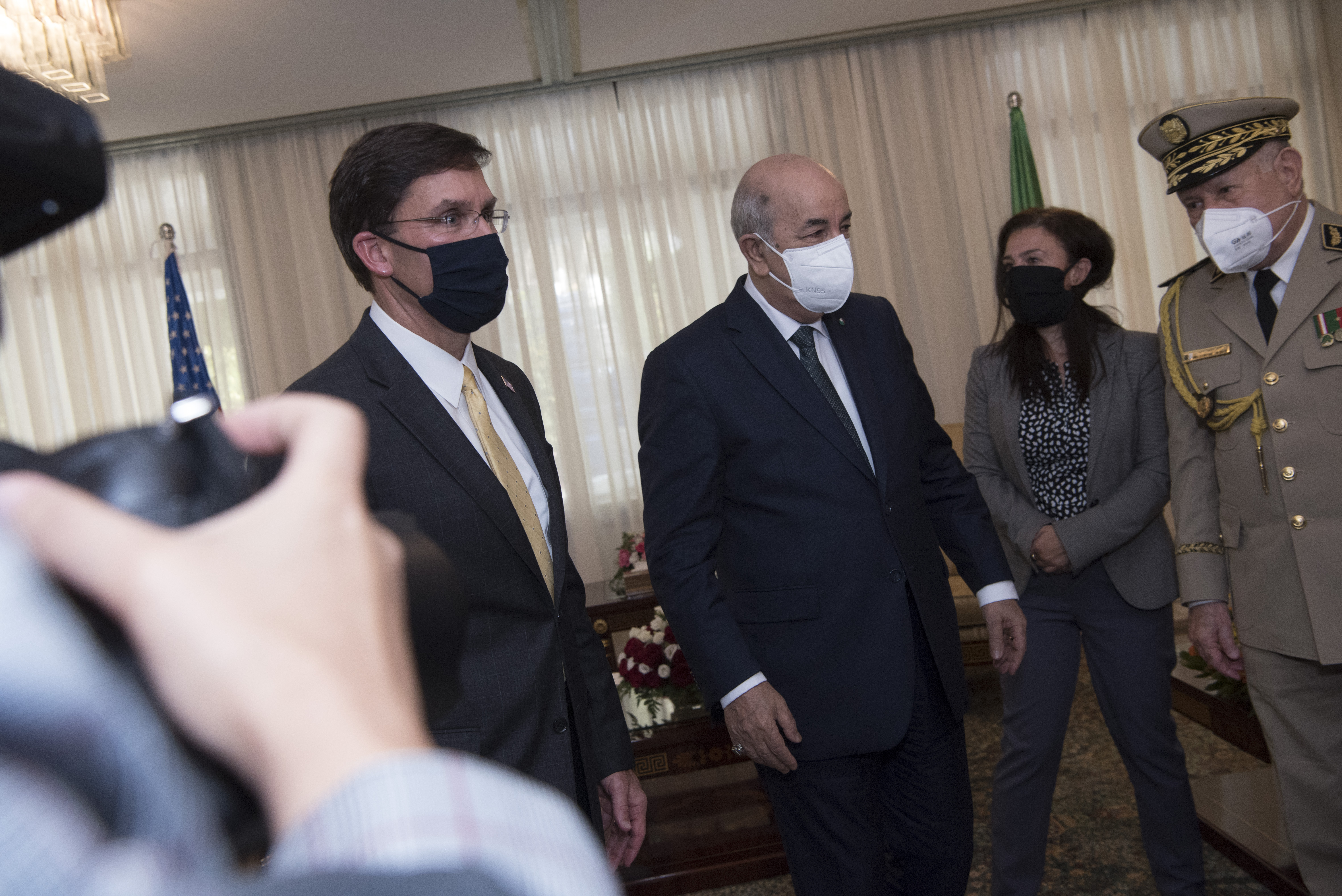
عبدالمجید تبون رئیس‌جمهور الجزایر و مارک اسپر سرپرست وزارت دفاع و پنتاگون

در سال ۲۰۱۹ میلادی عبدالعزیز بوتفلیقه در سن ۸۲ سالگی برای پنجمین بار برای شرکت در انتخابات نام‌نویسی کرد و به دنبال آن اعتراضات گسترده مردمی علیه او شکل گرفت بیش از پانصد قاضی الجزایری نیز اعلام کردند در صورت شرکت آقای بوتفلیقه برای پنجمین بار در انتخابات نمایشی نظارت نخواهند کرد، فشارهای بین‌المللی به خصوص از اتحادیه اروپا نیز خواستار برکناری آقای بوتفلیقه شدند، سرانجام عبدالعزیز بوتفلیقه پس از بیست سال اعلام کرد در انتخابات شرکت نمی‌کند و از قدرت کنار خواهد رفت. وی در ۲ آوریل سال ۲۰۱۹ رسماً از قدرت کناره‌گیری کرد.
عبدالعزیز بوتفلیقه طی پیامی که ۳ آوریل ۲۰۱۹ خطاب به مردم الجزایر فرستاد و در آن کارهایی که در دوران ریاست جمهوریش انجام داده را خاطرنشان ساخت. وی از همه مردم اعم از زنان و مردان الجزایری خواستار گذشت و عفو و بخشش بخاطر قصورش در حق مردم الجزایر شد.
اما روز جمعه ۵ آوریل ۲۰۱۹ هزاران جزایری با تجمع در شهر الجزیره پایتخت این کشور، اعلام کردند تا سرنگونی کامل همه چهره‌های سیاسی وابسته به حکومت عبدالعزیز بوتفلیقه و منع آنها از تصدی هرگونه مسئولیت یا سمتی در کابینه دولت موقت انتقالی به تظاهرات خود ادامه خواهند داد.
این سه شخصیت سیاسی قدیمی که معترضان با تعیین آنان مخالفند، عبارتند از عبدالقادر بن صالح، الطیب بلعیز و نورالدین بدوی.

## اقتصاد

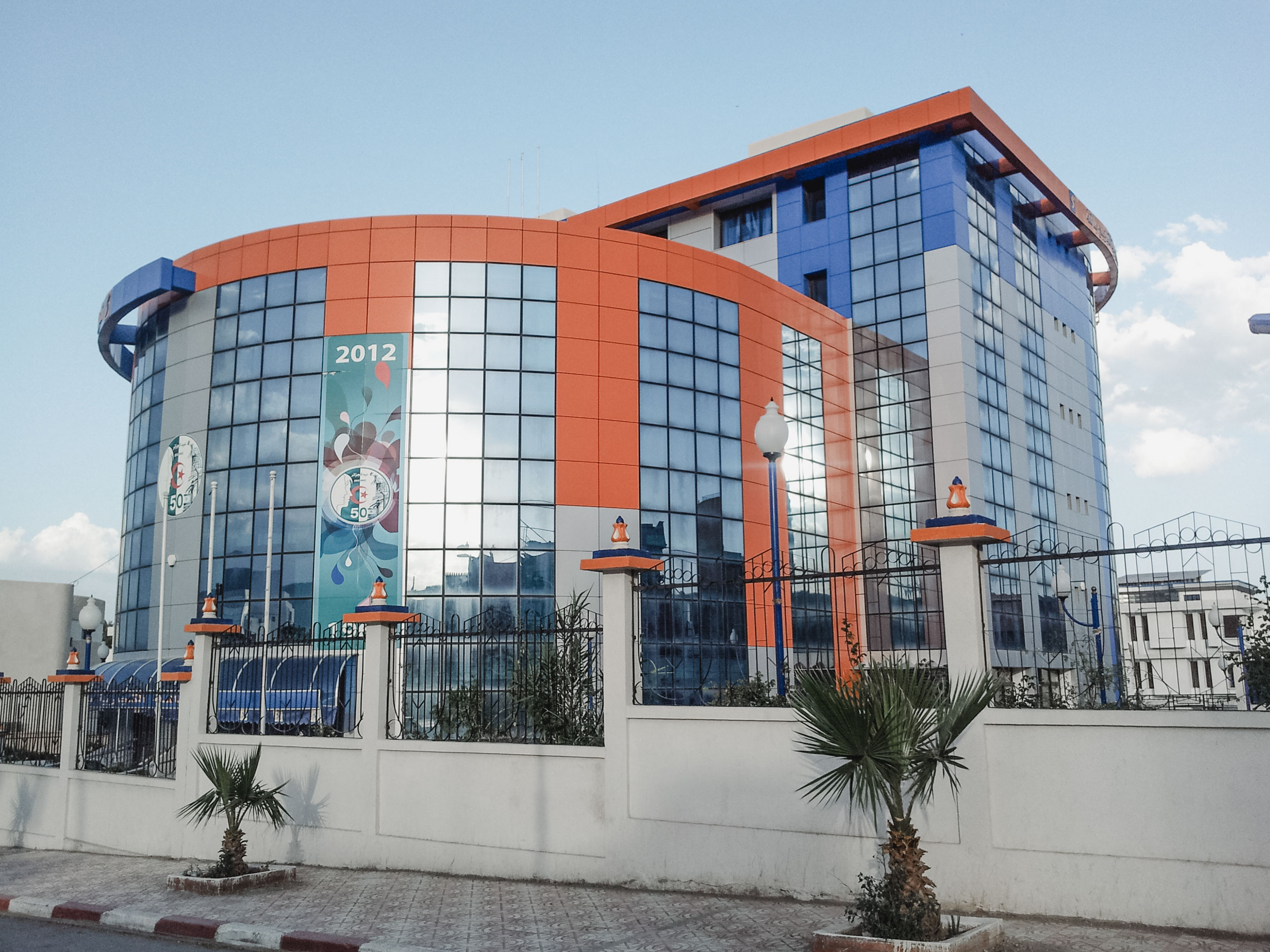
سونلگاز شرکت برق و توزیع گاز الجزایری

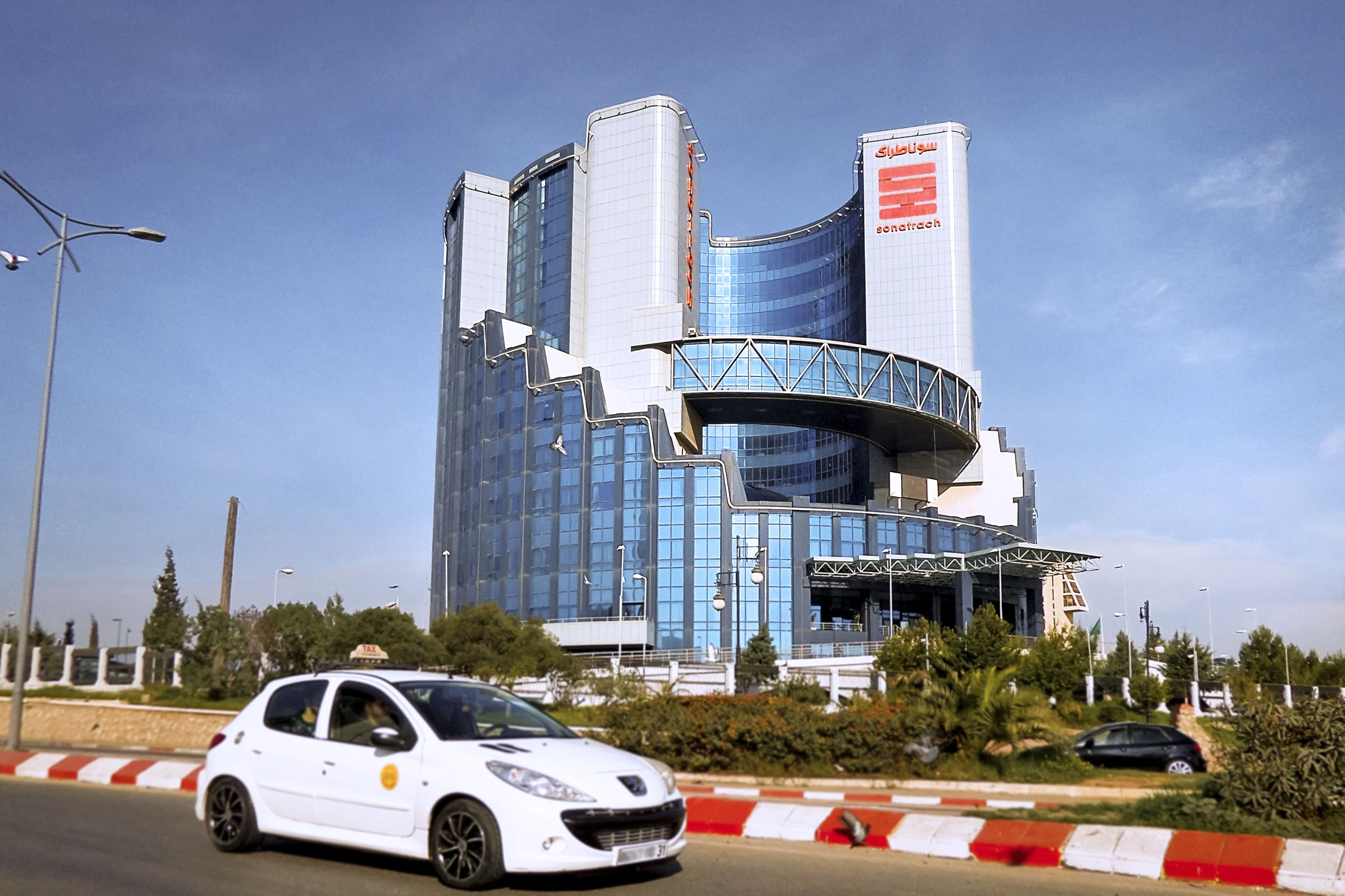
سوناطراک شرکت نفت و گاز الجزایری

بیشتر مردم الجزایر از دیرباز به کشاورزی می‌پرداختند. در بخش شمالی گندم و جو کاشته می‌شود. تولید میوه و مرکبات در الجزایر روزبه‌روز رونق می‌گیرد. در این کشور صنایع دستی مانند سوزن‌دوزی عربی، فرش الجزایری، چرم‌سازی، منبت‌کاری، کاشی‌سازی و غیره رواج دارد.
در این کشور سالیانه ۳۰٬۰۰۰٬۰۰۰ تن آهن ۷۰۵٬۰۰۰ تن فسفات ۲۸۰٬۰۰۰ تن زغال به‌دست می‌آید و ذخایر گسترده نفت نیز در جنوب و جنوب شرقی آن وجود دارد.
با وجود آنکه الجزایر دارای معادن بسیار و درآمد بالای حاصل از فروش گاز طبیعی است، اما فاصله میان قشرهای غنی و فقیر در این کشور زیاد است.
وضع صنعت و کشاورزی در الجزایر کساد است و ظرفیت چندانی برای اشتغال ایجاد نمی‌کنند. گردشگری هم برخلاف تونس و مصر، به دلیل محافظه‌کاری و انزوای سیاسی و فرهنگی رژیم هواری بومدین در سال‌های پس از انقلاب ۱۹۶۲، به حاشیه رانده شده و نقشی در اقتصاد این کشور بازی نمی‌کند. بیکاری به ویژه در میان جوانان گسترده است و مشکل گرانی و کمبود مسکن هم از قشر متوسط تا قشرها ضعیف‌تر را تحت فشار قرار داده است.
واحد پول این کشور دینار الجزایر است. هر دینار الجزایر معادل ۰٫۰۰۶۹ دلار آمریکاست و هر دلار معادل تقریباً ۱۴۴ دینار است. (آوریل ۲۰۲۲).
مجموع صادرات این کشور در سال ۲۰۱۵ حدود ۳۴٫۸ میلیارد دلار و واردات آن هم معادل ۵۱٫۸ میلیارد دلار بوده است.

## دامپروری
بر اساس گزارش فائو در سال ۲۰۱۹ تعداد دام زنده در الجزایر به این شرح بوده است:
شتر(۴۱۶٬۰۰۰) - گاو(۱٬۷۸۰٬۰۰۰) - بز(۴٬۹۸۶٬۰۰۰) - گوسفند(۲۹٬۴۰۰٬۰۰۰)

## تقسیمات کشوری
کشور الجزائر دارای ۴۸ استان (به عربی: ولایة) است که همه استان‌های آن با شهرهای مراکز استان خود هم‌نامند. استان‌های الجزائر به نوبه خود به ۵۵۳ شهرستان (عربی: دایرة) و این شهرستان‌ها به ۱۵۴۱ بخش (عربی: بلدیة) تقسیم می‌شوند.
نام استان‌های الجزائر به قرار زیر است:

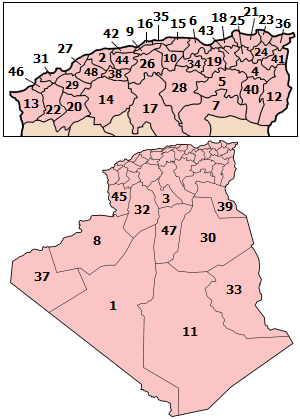
نقشه استان‌های الجزایر

| 1. أدرار 2. الشلف 3. الاغواط 4. ام‌البواقی 5. باطنه 6. بجایه 7. بسکره 8. بشار 9. البلیده 10. البویره 11. تمنراست 12. استان تبسه 13. تلمسان 14. تیارت 15. تیزی وزو 16. الجزائر | 1. استان الجفله 2. جیجل 3. استان سطیف 4. سعیده 5. سکیکده 6. سیدی بلعباس 7. عنابه 8. قالمه 9. قسنطینه (کنستانتین) 10. مدیه 11. مستغانم 12. مسیله 13. معسکر 14. ورقله 15. وهران 16. بیض | 1. یزی 2. برج بوعریریج 3. بومرداس 4. الطارف 5. تندوف 6. تسمسیلت 7. الوادی 8. خنشله 9. استان سوق اهراس 10. تی‌پازه 11. میله 12. عین الدفلی 13. النعامه 14. عین تموشنت 15. غردایه 16. غلیزان |

## مردم و مذهب

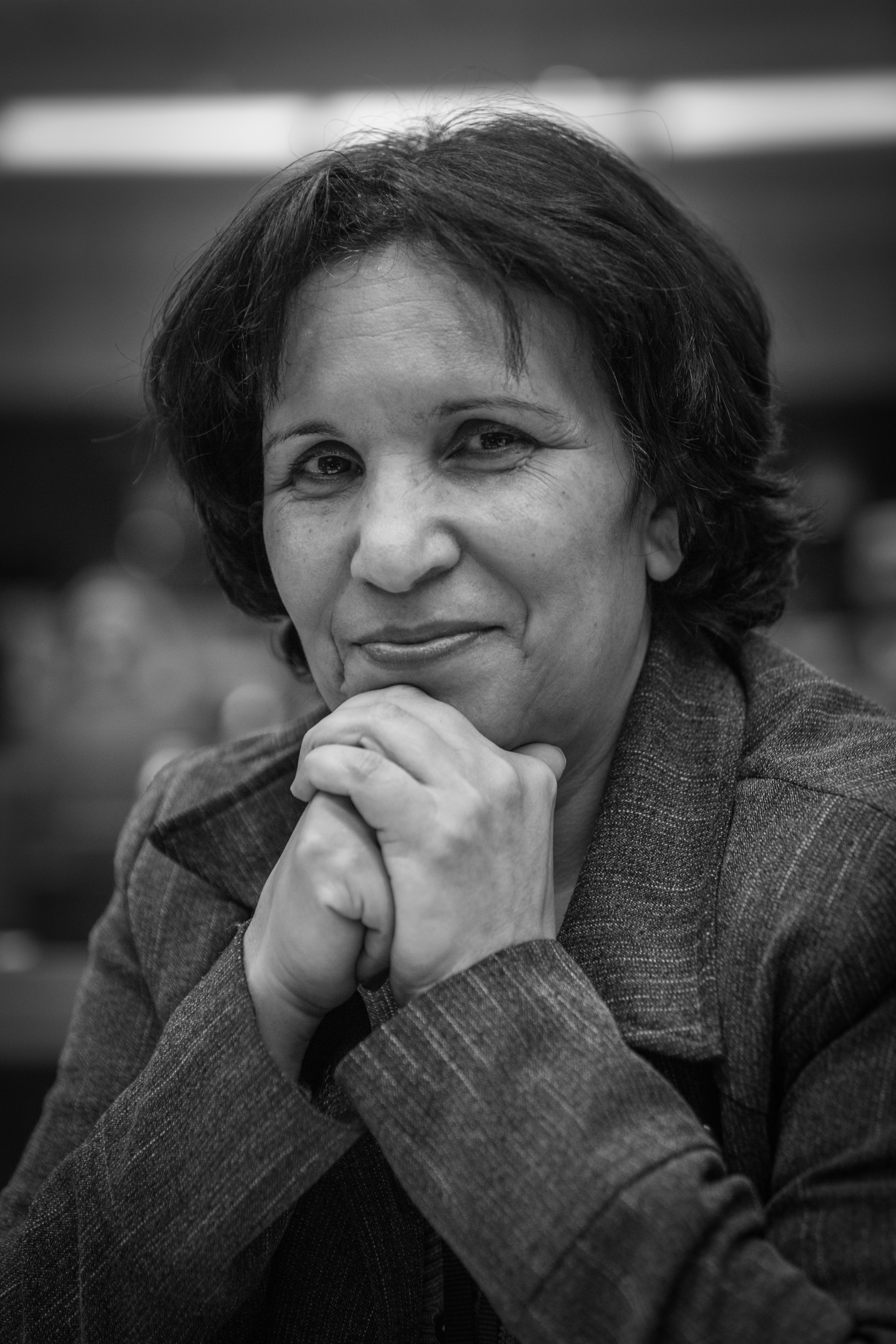
سلیمه غزالی روزنامه‌نگار و از اعضای مؤسس انجمن پیشرفت زنان الجزایر

جمعیت الجزایر حدود ۴۳/۷ میلیون نفر (۲۰۲۰) است که ۸۵۰۰۰۰ نفر فرانسوی و اسپانیایی و ایتالیایی مالتی و بقیه الجزایری هستند ۹۹/۸٪ جمعیت آن عرب-بربر بوده و کمتر از ۱٪ اروپایی هستند.
حدود ۷۲٫۵٪ جمعیت الجزایر شهرنشین و ۲۷٫۵٪ هم ساکن مناطق روستایی هستند.
زبان رسمی کشور عربی است و زبانهای فرانسوی و بربری نیز کاربرد دارند. ۹۹/۱٪ جمعیت مسلمانان سنی مذهب، ۰/۶درصد اباضیه هستند و بقیه عمدتاً مسیحی و کلیمی. اکثر الجزایری‌ها بربر یا عرب هستند، البته عرب بودن یا بربر بودن براساس ملاحظات زبانی یا هویتی مشخص می‌شود. اما منشأ و ریشه کلیه الجزایری‌ها اقوام بربر می‌باشند. مسئله عرب ـ بربر بیشتر جنبه هویتی دارد و نوعی تمایز نژادی، یا قومی به حساب نمی‌آید. اقوام بربر به چندین گروه قومی تقسیم می‌شوند: قبائلی در مناطق کوهستانی شمالی ـ مرکزی، شاویه در کوهستان‌های اطلس شرقی، مزابیه در دره مزاب و طوارق در جنوب. تعداد اندکی آفریقایی سیاهپوست نیز در الجزایر زندگی می‌کنند. الجزایری‌های ترک تبار حدود ۵٪ جمعیت این کشور را تشکیل می‌دهند که عمدتاً در شهرهای بزرگ زندگی می‌کنند.
اکثر الجزایری‌ها به عربی الجزایری تکلم می‌کنند. حدود ۸۳٪ جمعیت به زبان عربی با گویش «درجه» صحبت می‌کنند. با این حال، در رسانه‌ها و در مناسبت‌های رسمی به زبان عربی استاندارد تکلم می‌شود. بربرها که تقریباً ۴۵٪ جمعیت را تشکیل می‌دهند عمدتاً به یکی از گویش‌های امازیغی صحبت می‌کنند. عربی تنها زبان رسمی کشور است، اما اخیراً امازیغی نیز به عنوان یک زبان ملی به رسمیت شناخته شده است. مسئله زبان به لحاظ سیاسی به ویژه برای اقلیت بربر حائز اهمیت و حساسیت می‌باشد. سیاست زبانی دولت مبنی بر عربی‌سازی عمدتاً در واکنش به ۱۳۰ سال استعمار فرانسه و نیز رواج ناسونالیسم عربی بوده است. فرانسه همچنان به عنوان زبان خارجی آموخته می‌شود و در مدارس به کودکان آموزش داده می‌شود. همچنین، در رسانه‌ها و بخش‌های بازرگانی از زبان فرانسه استفاده می‌شود.

## توضیحات
1. ↑  The اطلاعات‌نامه جهان states that about 15% of Algerians, a minority, identify as Berber even though many Algerians have Berber origins. The Factbook explains that of the approximately 15% who identify as Berber, most live in the سرزمین قبایلی region, more closely identify with Berber heritage instead of Arab heritage, and are Muslim.